# Justus Vingboons
Justus Vingboons o Vinckboons o Vinckeboons o Vinckbooms (Amsterdam, 1620 circa – Amsterdam, 1698) è stato un architetto olandese del Secolo d'oro olandese.

## Biografia
Figlio del pittore David Vinckboons, originario dell'Olanda Meridionale, aveva cinque fratelli e quattro sorelle, tra cui Johannes Vingboons, cartografo e incisore e Philips Vingboons, famoso architetto.
Come il fratello, costruì edifici nello stile classico olandese.
Lavorò ad Amsterdam, ma anche in Svezia a Stoccolma, dove fu ingaggiato, dopo la morte di Simon de la Vallée, per completare la Riddarhuset (Casa dei Cavalieri) che fino al 1866 era una Camera del Riksdag degli Stati, composto da quattro diete. Questo edificio fu costruito in mattoni rossi con alte paraste. Dopo il 1656 il suo lavoro fu ripreso da Jean de la Vallée, figlio di Simon, che lasciò traccia del proprio stile nella forma del tetto e nelle finiture degli interni.
Il suo lavoro più importante fu il Trippenhuis in Kloveniersburgwal 29, una casa doppia per i due fratelli Trip, che rappresenta una delle migliori e più pure espressioni del Classicismo olandese. La facciata in pietra arenaria è ricca di decorazioni e presenta otto colossali paraste corinzie.

## Edifici

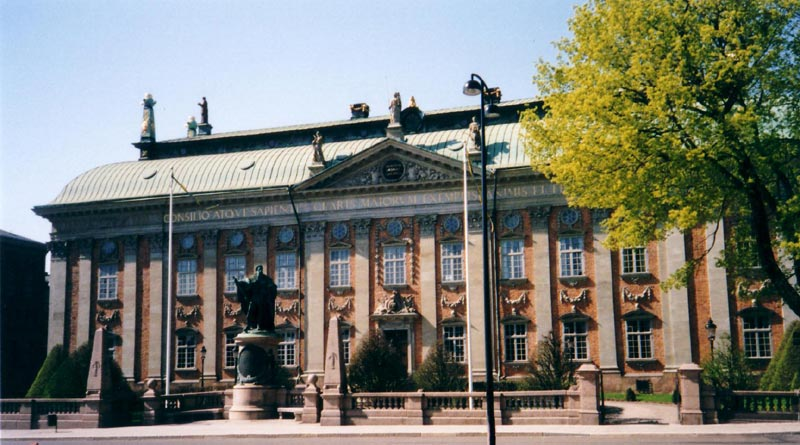
Riddarhuset (Casa dei Cavalieri), Stoccolma

- Riddarhuset, Stoccolma (1653-1656)
- Kloveniersburgwal 29, Trippenhuis (Casa dei fratelli Trip) (1660-1662)
- Herengracht 257 (1661)
- Herengracht 390-392 (1665).